# Beach Pneumatic Transit

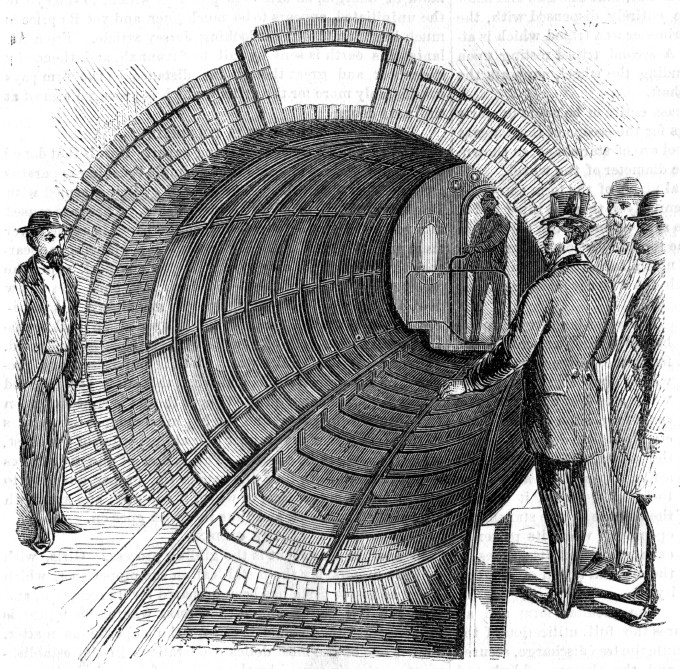
Entrée du tunnel du Beach Pneumatic Transit vue depuis l'une des deux stations. La pierre centrale au-dessus du tunnel porte l'inscription PNEUMATIC / 1870 / TRANSIT.

Le Beach Pneumatic Transit (en français : « Métro pneumatique Beach ») est un métro embryonnaire de la ville de New York. Premier réseau de transport en commun souterrain de la ville, il servit de base au futur métro, dont la première ligne souterraine fut inaugurée en 1904. Il fut inventé par Alfred Ely Beach qui en entama la construction en 1869 à travers son entreprise, la Beach Pneumatic Transit Company. Beach avait fait la démonstration de son projet deux ans avant, en 1867, à l'occasion d'une exposition de l'American Institute of the City of New York. Pour le mener à bien, il investit 350 000 dollars issus de sa fortune personnelle.

## Histoire
L'unique tunnel, d'une longueur de 95 m et d'un diamètre de 2,4 m fut achevé en 1870, et fut construit en l'espace de 58 jours. Il circulait sous Broadway et reliait deux stations situées sous Warren Street et Murray Street. D'un point de vue technique, le réseau de Beach proposait une innovation majeure puisqu'il reposait sur un tube pneumatique alors que la plupart des moyens de transport en commun de l'époque étaient mus par des moteurs à vapeur. L'ouverture au public constituait donc un moyen pour Beach de faire la démonstration de cette nouvelle technologie. Il reversait en outre les recettes des billets à des œuvres de charité telles que la Union Home and School for Soldiers' and Sailors' Orphans.
Le Beach Pneumatic Transit remporta un franc succès lors de ses premières années d'exploitation, mais Beach se heurta à plusieurs refus d’octroi de permis de prolonger de la ligne. L'affaiblissement du soutien populaire et le manque de financements, couplés à la crise bancaire de mai 1873 précipitèrent ainsi la fermeture de la ligne la même année, au moment même où il obtenait finalement les autorisations. Après la fermeture, l'entrée du tunnel fut scellée et la station, dont une partie était située au sous-sol du Rogers Peet Building fut utilisée à d'autres fins, jusqu'à la destruction complète du bâtiment par un incendie en 1898. En 1912, lors de la construction de la BMT Broadway Line, des ouvriers redécouvrirent le tunnel de Beach où se trouvait encore une voiture, ainsi qu'une partie du bouclier de forage utilisé lors de l'excavation du tunnel. Il n'existe aujourd'hui plus aucune trace de l'ancien tunnel situé sous l'actuelle station City Hall. Il est en outre difficile de savoir si le réseau de Beach aurait pu être utilisé comme base d'un réseau métropolitain de grande taille.
La ligne de Beach, quoique plus courte, était semblable à celle qui fut mise en place sur le terrain du Crystal Palace de Londres en 1864.